# Mediorhynchus alecturae
Mediorhynchus alecturae är en hakmaskart som först beskrevs av Johnston och Edmonds 1947.  Mediorhynchus alecturae ingår i släktet Mediorhynchus och familjen Giganthorhynchidae. Inga underarter finns listade i Catalogue of Life.